# Boris Iofan

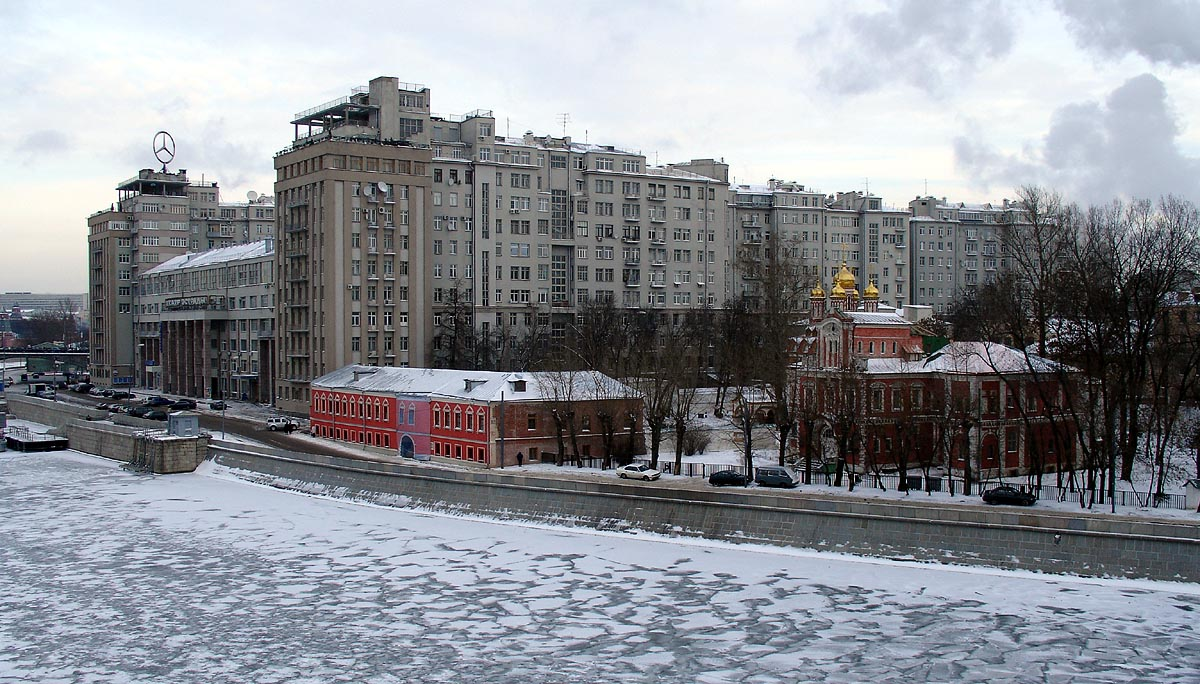
La maison sur le quai d'Iofan, état actuel

Boris Mikhaïlovitch Iofan (en russe : Борис Михайлович Иофан), né le 16 avril 1891 (28 avril 1891 dans le calendrier grégorien) à Odessa mort le 11 mars 1976 à Moscou, est un architecte soviétique, connu pour ses bâtiments de style stalinien, comme la maison sur le quai en 1931, ainsi que pour son projet lauréat du palais des Soviets en 1931-33.

## Formation
Né à Odessa, Iofan est diplômé du Regio Istituto Superiore di Belle Arti de Rome en 1916, avec une licence en architecture. Initialement, il suivait une tradition néoclassique. Sa première œuvre majeure fut le sanatorium Barvikha pour l'élite du parti en 1929, qui le fit connaître auprès des plus hauts dignitaires de l'État.
En 1931, Iofane termine à Moscou la « Maison sur le quai (ru) », gros bâtiment destiné à l'élite (officiellement Дом Правительства, bâtiment du gouvernement). Ce complexe comprend 505 appartements, deux théâtres et des boutiques. Il devient le parangon de l'architecture stalinienne à ses débuts. Boris Iofan demeura sa vie durant dans ce bâtiment.

## Palais des Soviets
Son projet pour le palais des Soviets remporte le concours en 1932 (en fait le prix fut partagé entre trois compétiteurs, mais Staline donna finalement la réalisation à Iofan). Sa composition fut récompensée de la médaille d'or lors de l'Exposition internationale « Arts et Techniques dans la Vie moderne » à Paris en 1937. L'église du Christ-Sauveur, un monument commencé sous Alexandre I (et consacrée par Alexandre III), fut rasée pour la construction du palais (avant même le début du concours). La construction se déroula lentement : en juin 1941, les travaux s'arrêtèrent quand l'ossature d'acier était à 50 mètres de haut. La structure fut déposée et démontée pour servir à la production d'armes. En 1958, la piscine de Moscou fut construite sur ce site après l'abandon du projet de palais. Cette piscine à ciel ouvert fut finalement fermée et la cathédrale reconstruite au même endroit en 1994-95.
Iofane dessina les pavillons soviétiques des Expositions internationales de Paris (en 1937) et New York (en 1939). Par la suite, il concourut au projet de gratte-ciel pour l'Université d'État de Moscou en 1947, remporté finalement par Lev Roudnev.
Après la Seconde Guerre mondiale l'architecte eut parmi le groupe de spécialistes élaborant les projets de la reconstructions des villes détruites par la guerre, y compris Stalingrad.

## Distinctions
- Ordre de Lénine
- prix Staline : 1941, pour le projet du pavillon de l'URSS à l'Exposition universelle de 1937
- Ordre du Drapeau rouge du Travail